# Pedro de Sebaste
Pedro de Sebaste (en latínː Petrus Patricius y en griegoː Pétros Πέτρος) fue un eclesiástico griego del siglo IV. Es venerado como santo por todas las denominaciones cristianas, como los católicos, protestantes, coptos y ortodoxos. Su fiesta es celebrada el 26 de marzo.

## Hagiografía
Era hijo de Basilio y Emelia, de Cesarea de Capadocia, padres también de Basilio el Grande, Gregorio de Nisa y Macrina. Pedro fue el menor de diez hermanos.
Nació hacia el 349 tiempo en el que murió su padre; fue educado por su hermana Macrina, que fue hermana, maestra, asistente y madre. Aprendía rápidamente todas las materias. 
En una temporada de pobreza (367 o 368) repartió entre sus vecinos todo lo que pudo. Estuvo con su madre en su lecho de muerte (hacia 370) y poco después fue ordenado presbítero, seguramente de la iglesia de Cesarea. Residió cerca de Neocesarea en una casa con su hermana Macrina. 

### Episcopado
Muerto Basilio, hacia el 380 fue proclamado obispo de Sebaste (moderna Sivas) cuando ya su hermana Macrina había muerto. Participó como obispo en el Concilio de Constantinopla del 380-381. Murió en fecha desconocida probablemente después del 391 y antes del 394.
Su única obra es Του̂ ἐν ἁγίοις πατρὸς ἡμω̂ν Πέτρου ἐπισκόπου Σεβαστείας ἐπιστολὴ πρὸς τὸν ἅγιον Γρηγόριον Νύσσης τὸν αὑτου̂ ἀδελφόν, Sancti Patris nostri Petri Episcopi Sebasteni ad S. Gregorium Nyssenum fratrem suum Epistola, una carta dirigida a su hermano Gregorio de Nisa, en la que defendía a su hermano Basilio frente a Eunomio.

## Onomástico
Su día de memoria es el 26 de marzo. Anteriormente era el 9 de enero.